# 许迈

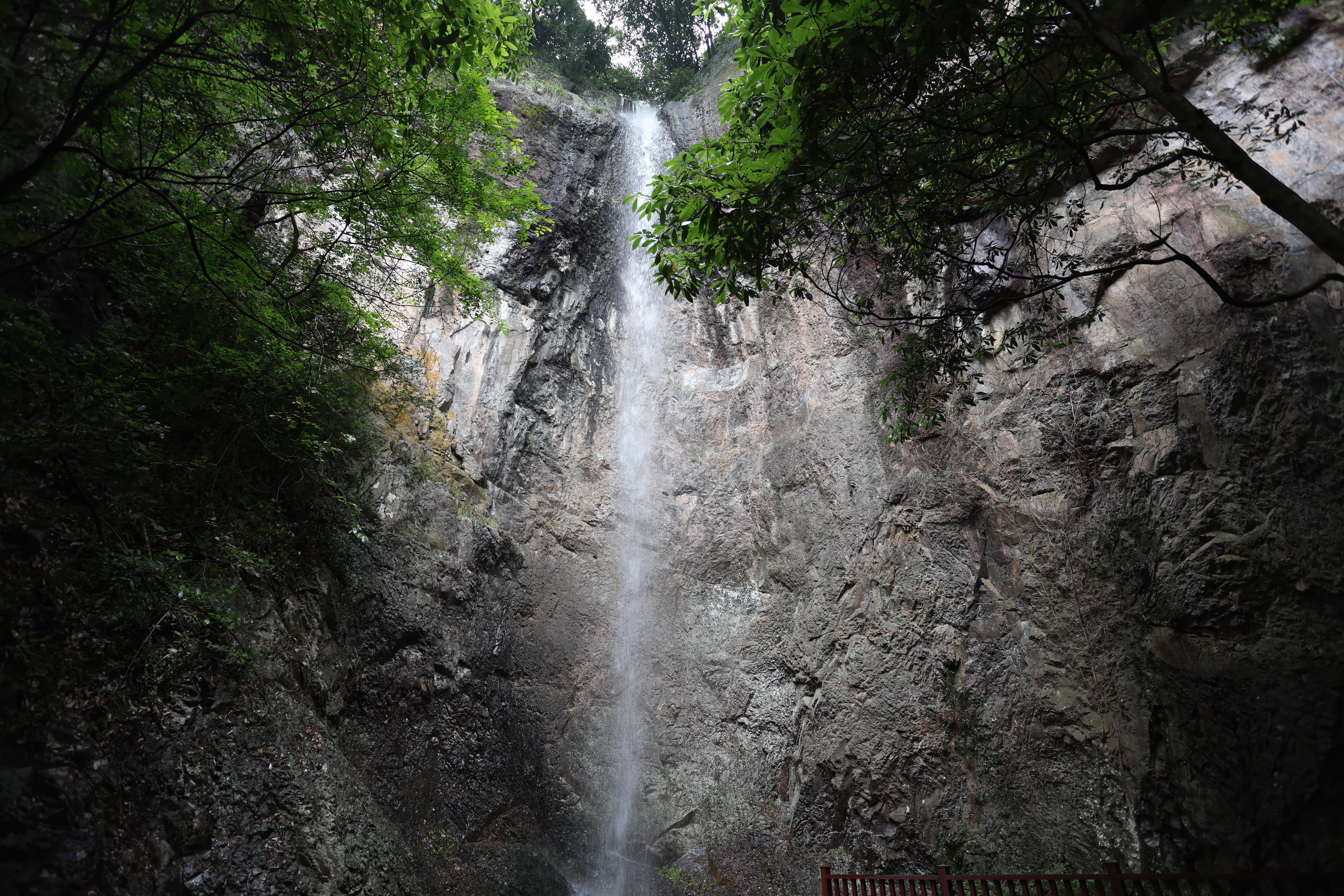
临安九仙山悬霤岩，许迈结精舍隐居之地。

许迈（?—?），字叔玄，一名映，东晋丹杨郡句容县（今江苏省句容县）人。
许迈出生士族。性情恬静，不慕仕进，与志趣相投之人遍游名山。跟随郭璞学道，又访隐士鲍靓，受《三皇内文》，从茅固学上清经法。在余杭悬霤山建造精舍，放绝世务，以求仙道。开始在桐庐桓山采药，饵术经三年，时欲断谷。晋穆帝永和二年（346年）移居临安西山，有终老之志，和妻子写信告别。改名玄，字远游。王羲之常造访，共同采药石，与王羲之为世外之交，一起游历江南山川，并曾为王羲之作传。他写诗十二首，论神仙事，述灵异之迹。后不知所终。

## 延伸阅读
[在维基数据编辑]
 《晉書·卷080》，出自房玄齡《晉書》